# Criminal Case
Criminal Case (engl., übersetzt Kriminalfall) ist ein Wimmelbildspiel des französischen Spieleentwicklers Pretty Simple für iOS, Android und Webbrowser mit Adobe Flash Player.

## Spielinhalte
Der erste Teil von Criminal Case spielt in der fiktiven Stadt Grimsborough, der zweite in der fiktiven Stadt Pacific Bay, wo verschiedene Verbrechen vom Spieler aufgeklärt werden müssen. Der dritte Teil trägt den Namen „Save the world“ und die Orte sind auf alle Kontinente verteilt. Der Spieleravatar ist ein Polizeiermittler, der, je nach Aufgabe, Wimmelbilder, Schiebepuzzle oder Suchbilder lösen muss. Das Aussehen des Avatars kann vom Spieler anhand eines vorgegebenen Katalogs gewählt werden, wobei mit steigendem Level neue Items freigeschaltet werden.

## Geschäftsmodell und Erfolg
Das Herunterladen der App und auch der Zugang zu den Servern ist kostenlos („Free-to-play“). Das Spiel finanziert sich aus In-App-Verkäufen von „Energie“, die im Spiel eingesetzt wird, um die einzelnen Aufgaben auswählen zu können. Die Energie erhöht sich im Zweiminutentakt, so dass sich das Maximum von 110 Energie nach knapp vier Stunden wieder einstellt. Anders als beim „Freemium“-Geschäftsmodell, ist das vollständig kostenlose Spielen möglich, wenn der Spieler entsprechend mehr Zeit investiert.
Seit 2016 werden die Spielwelten Grimsborough, Pacific Bay und Save the World als jeweils eigenständige Spieleapps angeboten.
Criminal Case hatte 2013, ein Jahr nach der Veröffentlichung bereits 100 Mio. Spieler und 9 Mio. tägliche Spieler. 2014 hatte es bereits 40 Mio. Likes bei Facebook. Bis 2016 wurde das Spiel über 50 Mio. Mal heruntergeladen.
2013 war Criminal Case das „top game“ auf Facebook und schlug sogar das sehr erfolgreiche Candy Crush Saga, Facebook zeichnete das Spiel als „Game of the year“ aus.